# Vampiros en la historieta
La figura del vampiro aparece en el cómic o historieta en la década de 1930, paralelamente a la introducción de los comic-books con material original en el mercado norteamericano, gozando de un breve auge en los años 40, que será cortado de raíz por el Comics Code, hasta que a partir de la década de 1960, tras varios años de autocensura, las grandes editoriales estadounidenses comiencen a utilizarla de forma activa y habitual en sus series. Actualmente, aparte de las adaptaciones de clásicos literarios, la figura del vampiro adquiere una relevancia propia con diversas series dedicadas al vampiro en diferentes países, aunque su éxito dependa en gran medida del interés despertado en el cine y la televisión, y su influencia sobre la cultura popular como un todo.

## Orígenes
Se considera que el primer vampiro aparecido en el cómic surgió en la serie de More Fun de DC Comics. En cada número de More Fun aparecían las historias del Dr. Occult, un investigador de fenómenos extraños que se enfrentaba a varios villanos sobrenaturales. En el número 6 (1935), el Dr. Occult se enfrentaba a una criatura llamada El Maestro Vampiro, y detenía a este maligno no muerto atravesándole el corazón con un cuchillo arrojadizo. 
En otoño de 1939, en los n.º 31 y 32 de Detective Comics, también de DC, Batman se enfrentaba a un vampiro. Se trataba de un villano conocido como El Monje, que secuestraba a Julie Madison, prometida de Bruce Wayne y la llevaba a su castillo en Hungría. Batman se enfrenta a su enemigo y lo destruye fundiendo una estatuilla de plata para fabricar balas de ese material.

## La expansión del vampiro en el cómic

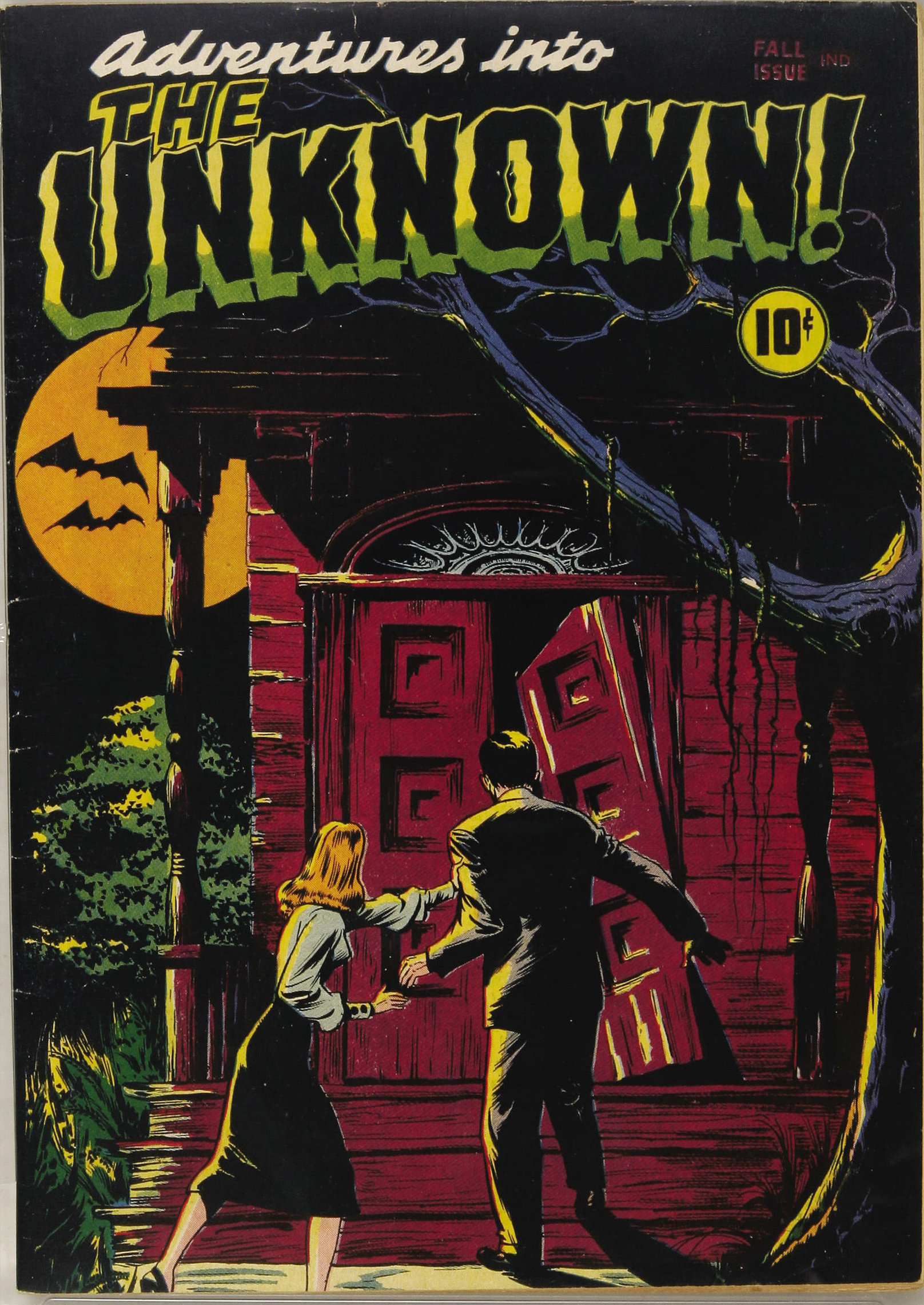
Portada del primer número de Adventures in the Unknown.

A medida que más publicaciones y revistas sobre el género de terror comenzaban a publicarse en la década de 1940, los vampiros comenzaron a aparecer en más historias, aunque no de forma recurrente. En 1948 el American Comics Group publicó uno de los primeros y más exitosos comic-books de terror: Adventures in the Unknown. Como era de esperar muy pronto los vampiros comenzaron a aparecer en esta publicación y a principios de la década de 1950 cada número publicaba al menos una historia sobre vampiros. Los imitadores no tardarían en llegar. 
En 1950 William Grimes y el dibujante Al Feldman de EC Comics comenzaron la publicación de Crypt of Terror (posteriormente conocida como Tales from the Crypt), a la que pronto se unieron Vault of Horror y Haunt of Fear. Aunque surgieron otras muchas publicaciones, sin duda Tales from the Crypt fue la más exitosa y continuada en el tiempo.
Entre otras publicaciones de la década de 1950 destacan también una variedad de títulos de Atlas Comics (posteriormente Marvel Comics como Suspense Comics (1950-1953), Mystic (1951-1957 y Journey into the Unknown (1951-1957), que contenían historias sobre vampiros, entre otras historias de terror sobrenatural. Eerie n.º 12 (agosto de 1953) de Avon Periodicals, Inc. se convirtió en la primera de muchas publicaciones en adaptar la novela de Drácula de Bram Stoker al medio.

## La introducción delComics Code
Pero la expansión de los cómics de terror no pasó desapercibida para los sectores más conservadores de la sociedad estadounidense, y pronto comenzaron las críticas y ataques por su impacto sobre la mentalidad y la moralidad social. Algunos psicólogos como Frederick Wertham declararon que la violencia y el sexo de algunos cómics tenían un efecto directo sobre el incremento de la violencia juvenil, y pronto varias editoriales decidieron que era necesario un código de autorregulación. En 1954 la Comic Magazine Association de América (CMAA) emitió el Comics Code, que entró en efecto en octubre de ese año, como respuesta a las críticas contra la violencia en los cómics, y muy especialmente a los cómics de terror. En 1955 la polémica se transmitió a Inglaterra, donde en 1955 se emitió la Children and Young Persons (Harmful Publications) Act. Esta acta fue renovada en 1965, y todavía mantiene cierto vigor, una de las razones por las que pocas historias de terror y vampiros se hayan originado en el Reino Unido.
A grandes rasgos, el Comics Code pedía la eliminación de las palabras "horror" o "terror" en el título de los cómics y prohibía mostrar, entre otros elementos, escenas de depravación, sadismo y extrema crueldad. Un párrafo prohibía de forma expresa la aparición de los personajes principales de las historias de terror: 

escenas relacionadas con, o instrumentos asociados con, los muertos vivientes, la tortura, los vampiros y el vampirismo, necrófagos y hombres lobo quedan prohibidos.

De esta forma, a partir de 1954 Drácula y compañía quedaron prohibidos en las páginas de los cómics. La única aparición destacada de un vampiro tras la implantación del Comics Code apareció en Dell Comics, una compañía que no lo había suscrito, aunque en gran parte se adhirió a sus directivas. En 1962 publicó Dracula, una historia ambientada en la época de la publicación, en la que el conde vampiro se encontraba con varios americanos. Sin embargo, el primer número no tuvo continuación.

## El regreso de los vampiros
Sin embargo, las editoriales de cómics pronto encontraron formas de evitar las limitaciones impuestas por el Comics Code, mediante la publicación de revistas de terror asociadas al cine. En 1958 apareció la revista Famous Monsters of Filmland, dirigida por James Warren y Forrest J. Ackerman y publicada por Warren Publishing Company. Al ser una revista de cine, no estaba sometida a las regulaciones del Comics Code, aunque comenzó a publicar historietas de terror en blanco y negro entre artículos y comentarios sobre películas de terror, y en los años siguientes se arriesgaron con la publicación de personajes y escenas específicamente prohibidas por el Comics Code, pasando en 1964 a la publicación de la revista Creepy, relacionada directamente con el género de terror.
La revista tuvo tanto éxito que en 1965 se unió a Eerie Comics. Ese mismo año los vampiros regresaron a los cómics mediante la adaptación al cómic de The Munsters, basado en la popular serie de televisión.
Finalmente, y a medida que los vampiros retomaban su lugar en las publicaciones, cada vez más editoriales comenzaron a evitar las restricciones del Comics Code. En 1966 Dell Comics continuaba su serie sobre Drácula pero con una historia completamente nueva, confundiendo la figura del vampiro con la de un superhéroe. El nuevo Drácula era un descendiente del conde vampiro original, que había experimentado con un nuevo suero creado a partir de cerebros de murciélagos. Después de consumir accidentalmente el suero, descubrió que había adquirido la capacidad de convertirse en murciélago. En los dos números siguientes se trasladaba a los Estados Unidos vestido de superhéroe para luchar contra las fuerzas del mal.
En 1969 se produjo una mayor flexibilización sobre las limitaciones del Comics Code. Este mismo año Gold Key publicó una nueva serie de cómics con un vampiro como protagonista: Dark Shadows, como los Munsters, también estaba basada en una serie de televisión, aunque con un argumento más gótico y terrorífico, contando las historias de Barnabas Collins. En septiembre de este año también apareció Vampirella, de Warren Publishing, con una sensual y erótica mujer vampiro del espacio exterior que aparecía en historias que combinaban humor, terror y romance, convirtiéndose en la serie de cómics de vampiros más popular y extensa de la historia. Tal es su éxito que surgen imitaciones como la italiana Jacula.
En América Latina destaca el Siniestro doctor Mortis, personaje creado originalmente para el radioteatro por el guionista chileno Juan Marino Cabello, y que a partir de 1966 y por espacio de unos diez años fue editado en forma de historieta por diferentes casas editoriales chilenas(Zig-Zag,Quimantú) y con repercusión en los países vecinos. Este personaje, ubicuo y multifacético, se presentaba bajo diversas apariencias, entre las que destacaba la de un vampiro humano indestructible, cuyo propósito era sojuzgar a la humanidad usando la ciencia, el ocultismo y el control sobre los muertos, a los cuales manejaba como zombis; tenía una legión de cófrades que lo llamaban "maestro". Su esencia más probable era la de ser Satanás u otro demonio encarnado. Sus historietas y radioteatros son referente obligado en internet, y en 2011 sus relatos fueron reeditados por Unlimited Editorial.

## El fin delComics Code

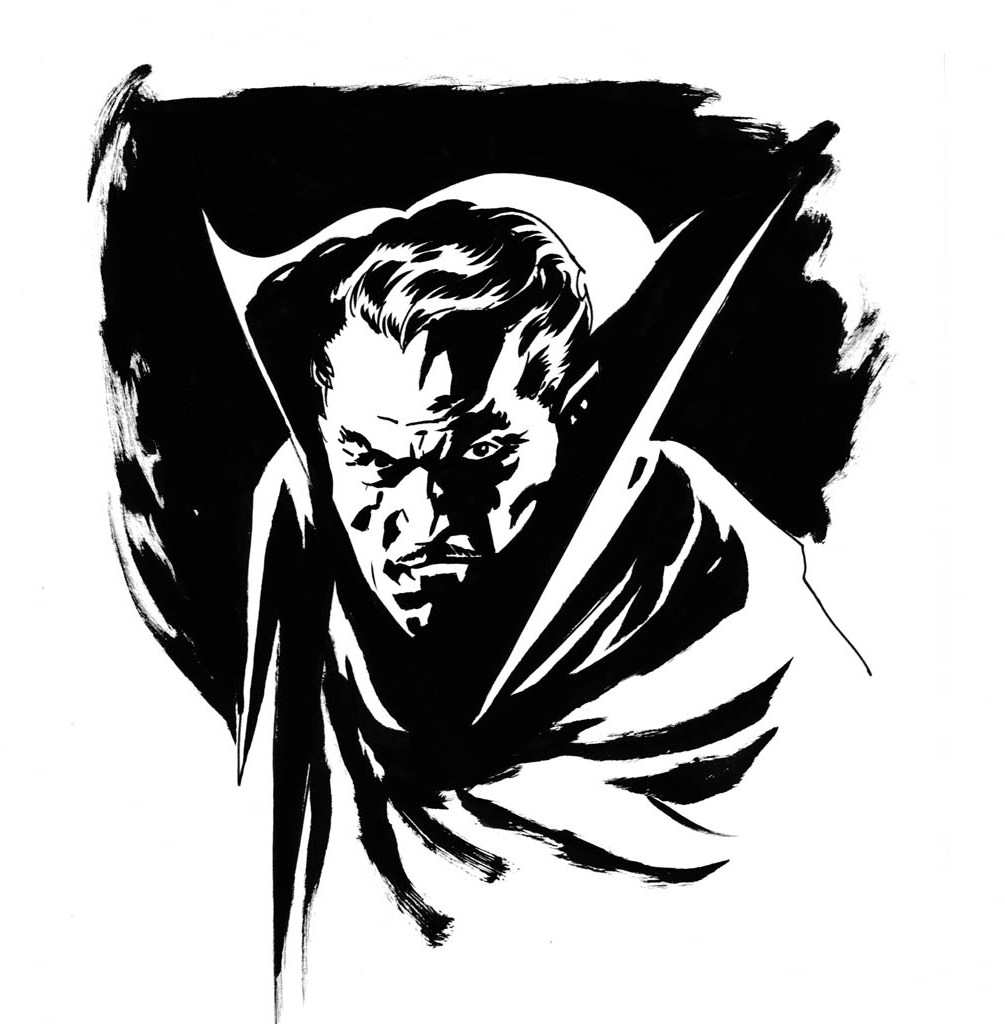
El Conde Drácula, protagonista de The Tomb of Dracula

Finalmente, las grandes compañías, ante la necesidad de competir con las pequeñas editoriales que evitaban las limitaciones del Comics Code optaron por la revisión directa, que se hizo efectiva el 1 de enero de 1971. La nueva mentalidad social y la incapacidad de los críticos por conseguir evidencias para mantener la prohibición resultaron decisivos. Aunque el código seguía vigente en determinadas escenas de exceso de violencia y sadismo, revisaba sus limitaciones con respecto a los vampiros y las criaturas de la siguiente manera:

Se permitirá el uso de vampiros, necrófagos y hombres lobo cuando aparezcan en la tradición clásica como Frankestein, Drácula y otras obras literarias de gran calibre como las obras de Edgar Allan Poe, Saki (H. H. Munro), Conan Doyle y otros autores respetados cuya obras son leídas en las escuelas de todo el mundo.

Las grandes editoriales, limitadas por el Comics Code también crearon algunos personajes vampiros, de forma indirecta, insinuando los rasgos tradicionales de los no muertos, pero sin manifestarlos directamente, normalmente producto de bizarros experimentos científicos. En 1970, en asociación a Batman (N.º 400), DC Comics introdujo a un personaje con rasgos vampíricos Man-Bat , un villano que se convertía en un murciélago humanoide a raíz de un experimento fallido. En 1975-1976, DC intentó establecer una serie propia para Man-Bat, pero solo duró dos números. Un segundo intento en diciembre de 1984 quedó discontinuado tras un solo número.
De orígenes muy similares a Man-Bat es el personaje de Morbius: el vampiro viviente, de Marvel Cómics, aparecido en el N.º 101 de The Amazing Spiderman en 1971, y que también se trataba de un científico que adquiría rasgos vampíricos tras realizar una serie de experimentos para curarse de una rara enfermedad de la sangre.
La primera de las grandes editoriales en recuperar directamente la figura del vampiro fue Marvel Comics, que ya había protestado indirectamente contra el Comics Code con la aparición del personaje de Morbius, un científico que tras un experimento fallido desarrollaba rasgos vampíricos aunque sin convertirse plenamente en un no muerto. En 1972 Marvel publicaba The Tomb of Dracula, en la que aparecían una serie de aventuras del conde vampiro ambientadas en el mundo moderno. Duró 70 números y tuvo varias reapariciones, además de convertirse en el inicio de una serie de superhéroes y villanos de trasfondo sobrenatural y ocultista. Ese mismo año Morbius se convirtió en un invitado habitual de la serie y en 1973 comenzó a convertirse en la figura principal de Vampire Tales y posteriormente en una parte integral de The Midnight Sons. Blade también protagonizaría sus propias historias a partir del año siguiente.
A pesar de unos comienzos espectaculares las ventas de cómics de terror comenzaron a descender en los años finales de la década de 1970. Aunque la serie de Vampirella sobrevivió, pocas continuaron. El entusiasmo por los cómics de terror provocado por el fin del Comics Code pronto fue sustituido por la proliferación de los superhéroes tradicionales. La serie de The Tomb of Dracula cerró en 1979 y Vampirella en 1981. Con dos excepciones, ninguna serie tuvo al vampiro protagonista durante gran parte de la década de 1980.
En 1981 DC Comics introdujo un nuevo personaje vampiro, Andrew Bennet en la serie de terror The House of Mistery. Su vida y aventuras eran contadas en una serie de episodios bajo el título I, Vampire. Estos episodios dominaron la mayoría de los nímeros de House of Mistery desde marzo de 1981 (N.º 290) hasta agosto de 1983 (N.º 319). 
Tras la desaparición de Tomb of Dracula en 1979 y su secuela en 1980, el conde vampiro hizo otras apariciones como villano invitado en varios cómics de Marvel. En el n.º 62 del Doctor Extraño, el ocultista Stephen Strange, realizaba un ritual mágico, la fórmula Montesi, que acababa con Drácula y supuestamente mataba a todos los vampiros del mundo. De esta forma, Marvel eliminaba la figura de los vampiros del universo Marvel. Sin embargo, esta desaparición estaba lejos de ser definitiva, a medida que el vampiro obtenía un nuevo interés en la televisión y el cine varios años después.

## Resurgimiento
Tras su desaparición durante buena parte de la década de 1980, la figura del vampiro comenzó a recuperarse en los cómics, paralelamente a su reaparición en el cine y otros medios. Sin embargo, su reaparición se produjo en un nuevo contexto, a medida que los cómics comenzaron a extenderse a un público más adulto y con nuevas sensibilidades e intereses. La aparición de varias compañías independientes, también permitió la aparición de publicaciones dirigidas a públicos más reducidos. En cualquier caso, la figura del vampiro nunca había llegado a desaparecer del todo del mundo del cómic durante la década de 1980, aunque el número de publicaciones descendió notablemente, quedando sobre todo en manos de pequeñas editoriales.
En este contexto en 1989 Morbius reaparecía tras haber sobrevivido a la eliminación de los vampiros de la Marvel y recuperado su humanidad. Desgraciadamente, durante unas vacaciones en Nueva Orleáns, fue convertido de nuevo en vampiro por la bruja Marie Leveau. El regreso de Morbius se produjo en el n.º 10 de Dr. Strange: Sorcerer Supreme y tras varias apariciones, consiguió su propia serie de cómic en septiembre de 1992.
El interés por los vampiros desatado a raíz de las películas de Drácula, de Bram Stoker (1992) y Entrevista con el vampiro (1994), así como las novelas asociadas, produjeron un nuevo auge en las publicaciones relacionadas con los vampiros: Big Bad Blood of Dracula (Apple), Dracula the Impaler (Comax), Dracula's Daughter (Eros), Ghosts of Dracula (Eternity), Richard Matheson's I Am Legend (Eclipse), Night's Children (Fanta Co), Nosferatu (Tome), and The Tomb of Dracula (Epic), Blood Is the Harvest (Eclipse), Children of the Night (Night Wynd Enterprises), Cristian Dark (Darque Studios), Dracula in Hell (Apple), Dracula, the Suicide Club (Adventure), Little Dracula (Harvey), and Vampire's Kiss (Friendly). Y las adaptaciones a cómic de la saga de Anita Blake y Buffy Cazavampiros. Un caso opuesto sería el de 30 días de oscuridad (2002) por Steve Niles/Ben Templesmith, adaptado del cómic al cine. 
En 1991 Harris Comics adquirió los derechos de Vampirella con una nueva trama que trasladaba al personaje 10 años después de la serie original. Al mismo tiempo se publicó una reimpresión de la serie original en color.
En 1992 Marvel Comics participó de nuevo en este interés renovado por los vampiros en el público. Reeditó The Tomb of Dracula bajo nuevos títulos: Requiem for Dracula, The Savage Return of Dracula, y The Wedding of Dracula. Al mismo tipo también comenzó a publicar nuevas series de cómics sobre vampiros, como The Nightstalkers y The Midnight Sons, a menudo relacionados con otros personajes sobrenaturales del Universo Marvel. Sin embargo, esta renovación vampírica de Marvel fue breve, y tras una reorganización, todas las series sobre vampiros salvo The Midnight Sons quedaron canceladas en la primavera de 1994. La serie de Blade fue revivida con el lanzamiento de la película protagonizada por Wesley Snipes en 1998. En Argentina, Carlos Trillo y Eduardo Risso iniciarían la serie Boy vampiro (1992). 
En 1994 apareció Bad Girls de la editorial Chaos! Comics, un cómic sobre superheroínas entre las que reaparecía Vampirella. Chaos! Comics pronto extendió sus personajes vampíricos con la aparición de sus personajes Purgatori y Chastity, así como varios números sobre Vampirella. El fenómeno de Bad Girls también abrió el mercado a nuevas series con mujeres vampiro como protagonistas. Entre estos personajes destacan Luxura de la serie Vamperotica de Brainstorm; Bethany the Vampfire (también de Brainstorm); Donna Mia de la serie Dark Fantasies, Lady Vampré (Blackout); Sonia Blue (Sunglasses after Dark de Verotik); y Taboo (Backlash, de Image). Del mismo año es El príncipe de la noche del belga Yves Swolfs. 
Además de las series de mujeres vampiro, el número de cómis asociados a los vampiros continuó multiplicándose durante la década de 1990, así como su aparición ocasionales como el subsello Vertigo de DC Cómics. Por ejemplo, en las aventuras de John Constantine en Hellblazer el protagonista cruza su camino en varias ocasiones con los vampiros. En la serie Preacher de Garth Ennis, aparece Proinsias Cassidy, un vampiro de origen irlandés. Batman también dispone de una saga relacionada directamente con el vampirismo: Batman vs Drácula.
El baile del vampiro (1997) de Sergio Bleda. 
Crimson (1998) una serie de cómics de 24 números creada por el dibujante Humberto Ramos y el guionista Brian Augustyn. Fue publicada por Wildstorm Comics. La historia de Crimson gira en torno a un joven adolescente llamado Alex Elder que es atacado por una banda de vampiros y convertido en uno. La serie gira en torno a Alex mientras intenta adaptarse a su nueva vida y también introduce otros elementos sobrenaturales y bíblicos. 
Rapaces de Jean Dufaux y Enrico Marini.
En Italia, se desarrollan series como Dampyr (2000) de Mauro Boselli y Maurizio Colombo.

## Vampiros en el manga
Al ser una figura ajena al folklore japonés, el vampiro no tuvo la misma relevancia en su cultura, y no es hasta después de 1945, a medida que la influencia de la cultura occidental se intensifica en Japón, que comienza a abrirse paso en la literatura y el manga, bien imitando los elementos vampíricos occidentales o adaptándolo a la cultura local entroncando con diversos espíritus autóctonos. 
En 1967 Osamu Tezuka publica Los vampiros, aunque la trama guarda mayor relación con los hombres lobo que con los vampiros: Toppei es miembro de un clan de vampiros que pueden convertirse en lobos y está buscando a su padre. Mientras tanto los vampiros, oprimidos por los humanos durante muchos años, planean una rebelión. Esta historia contaría con una secuela.
En 1980 los estudios Toei realizan una película anime de Tomb of Dracula, que si bien introduce algunos elementos orientales, es una adaptación del cómic americano.
Salvo algunas referencias aisladas, el primer gran referente directo al vampirismo en el manga japonés aparece en 1983. El escritor Hideyuki Kikuchi publica el primer tomo de la saga de Vampire Hunter D, cuya adaptación en 1985 se convierte en la primera película manga de terror de animación, y se convirtió en el principal referente del manga de vampiros. El protagonista D es un héroe mitad vampiro y mitad humano, que habita en un mundo devastado por una guerra global producida en 1999, y donde los vampiros han creado una sociedad feudal. Miles de años después los vampiros se encuentran en decadencia, y los humanos comienzan a expulsarlos, junto con otras criaturas sobrenaturales.
Vampire Princess Miyu (1988) es una serie dibujada por Narumi Kakinouchi, un shōjo de terror protagonizado por una vampira inmortal, la última de su clan, que tiene como misión devolver a los espíritus Shinma a su mundo y sumir a los humanos desesperados y sin deseos de vivir en un largo sueño inmortal.
Por su parte, Kouta Hirano inicia su dedicación al tema con Hellsing (1997), uno de los mangas más reconocidos fuera de Japón en el género gracias a sus adaptaciones animadas, el manga nos describe las batallas de un vampiro invencible llamado Alucard contra su propia especie y otras criaturas sobrenaturales, su primera aparición fue en The Legend Of The Vampire Hunter.
Otros mangas destacados de vampiros son el peculiar La sonrisa del vampiro (1999) de Suehiro Maruo, que muestra una historia surrealista de pesadilla que muestra los peores aspectos de la humanidad.
Blood: The Last Vampire (2001), narra las aventuras de una chica vampira que se dedica a ayudar al gobierno a cazar a los suyos.
Tsukihime (2003)
Trinity Blood (2004), describe un mundo dividido por una raza de vampiros y los humanos.
Otros mangas adoptan la figura del vampiro desde una visión más cómica y amable, mezclándolo con escenarios de la vida cotidiana como Karin (2003), Rosario + Vampire (2004).
Vampire Knight (2005) es un manga shōjo de Matsuri Hino, que introduce una trama de vampiros y cazadores de vampiros ambientada en un instituto.